# Kvistbro (småort)
Kvistbro är en småort  i Kvistbro socken i Lekebergs kommun, Örebro län. Orten var tidigare ett stationssamhälle vid Svartåbanan, sydväst om Kvistbro kyrkby (numera en del av tätorten Gropen). 
Sydöst om bebyggelsen rinner Svartån. Trakten präglas av jordbruk och skogsbruk.